# Ebenezer Joshua
Ebenezer Theodore Joshua (n. Kingstown, 23 de mayo de 1908 - f. ibídem, 14 de marzo de 1991) fue un sindicalista y político sanvicentino que ejerció como Ministro Principal de la entonces colonia británica de San Vicente y las Granadinas entre 1956 y 1967. Fue el primer jefe de gobierno elegido democráticamente del archipiélago. Fue fundador y líder del Partido Político del Pueblo (PPP), formación conservadora que dominó la política electoral del país durante las últimas décadas antes de su independencia.

## Biografía
Joshua nació en Kingstown, San Vicente, en las Islas de Barlovento Británicas, en 1908. En la década de 1920, cuando era joven, se trasladó a la isla de Trinidad para trabajar. Allí se involucró en el sindicalismo con Buzz Butler, y fue funcionario del Sindicato de Trabajadores de Oilfields desde 1938 hasta 1950, cuando intentó sin éxito ser elegido para la legislatura de Trinidad. En Trinidad conoció a Ivy Inez McQueen, oriunda de Granada, quien más tarde sería su esposa y una destacada dirigente política junto a él. La pareja se mudó a la Guayana Británica en 1943, donde se casaron, para posteriormente regresar a Trinidad dos años más tarde. Finalmente, se asentaron definitivamente en el país de origen de Joshua, San Vicente, en marzo de 1951 para participar en la fundación del Sindicato Unificado de Trabajadores, Campesinos y Tasadores.
a San Vicente, donde resolvió involucrarse en la política local. Adhirió al partido Octavo Ejército de Liberación, por el cual se presentó a las primeras elecciones bajo sufragio universal de la colonia en 1951, resultando electo miembro del Concejo Legislativo en representación de la circunscripción de Barlovento Norte. Los Joshua se separaron del partido en 1952 para fundar el Partido Político del Pueblo (PPP). Con una campaña contraria al colonialismo y la partidocracia, el PPP fue el único partido político en disputar las elecciones de 1954, obteniendo 3 escaños de los 8 disputados (con los 5 restantes ocupados por independientes) y consagrando a Joshua como Ministro Principal (jefe de gobierno) de la colonia. Joshua fue sucesivamente reelegido en 1957, 1961 y 1966. Sin embargo, en las elecciones anticipadas de 1967, el PPP finalmente resultó derrotado por el Partido Laborista de San Vicente (SVLP), encabezado por Milton Cato, que sucedió a Joshua como Ministro Principal y condujo al país primero a un autogobierno limitado, y más tarde a la independencia total.

## Como opositor
Joshua se mantuvo como líder de la oposición durante los primeros mandatos de Cato, y posteriormente asumió como ministro en el gobierno de James Fitz-Allen Mitchell, entre 1972 y 1974, con quien formó una inestable coalición para desplazar al SVLP del poder brevemente. El PPP perdió apoyos en los años siguientes con el surgimiento del Nuevo Partido Democrático, perdiendo toda su representación parlamentaria en 1979 y disolviéndose en 1984.

## Religión y últimos años
En 1980, Joshua se convirtió en miembro de la Iglesia de Jesucristo de los Santos de los Últimos Días. Sirvió por un tiempo en la presidencia de la sucursal Kingstown de la Iglesia SUD, entonces la única congregación de la Iglesia en San Vicente y las Granadinas. Joshua murió en Kingstown, San Vicente el 14 de marzo de 1991. Tenía un hijo y una hija.